# Rhadinosaurus
Rhadinosaurus (лат.) — вымерший род панцирных динозавров из семейства нодозаврид, впервые описанный в 1881 году Гарри Говиром Сили на основе останков, обнаруженных в Австрии в период с 1859 по 1870 год Edward Suess и Pawlowitsch в отложениях верхнего мела (84,9–70,6 миллиона лет назад). Типовой и единственный вид — R. alcimus.

## История изучения
Голотип Rhadinosaurus состоит из одного фрагмента большеберцовой кости, фрагмента кости конечности, двух малоберцовых костей и двух спинных позвонков. Малоберцовые кости (PIUW 2349/34), которые явно принадлежат анкилозавру, в первоначальном описании были идентифицированы как бедренные кости; ошибка была вывлена в ходе проводившегося в 2001 году обзора образцов анкилозавров формации Grünbach. Sachs и Hornung (2006) идентифицировали одну из приписываемых роду плечевых костей (PIUW 2348/35) как фрагмент большеберцовой кости орнитопода-рабдодонтида, отнеся её к Zalmoxes sp.

## Таксономия
Rhadinosaurus изначально классифицировался как динозавр неопределённого положения, затем считался орнитозухидом и возможным синонимом Doratodon, пока Франц Нопча не озвучил принятую в настоящее время версию, согласно которой он является вероятным нодозавридом и вероятным синонимом Struthiosaurus.